# جابولجية

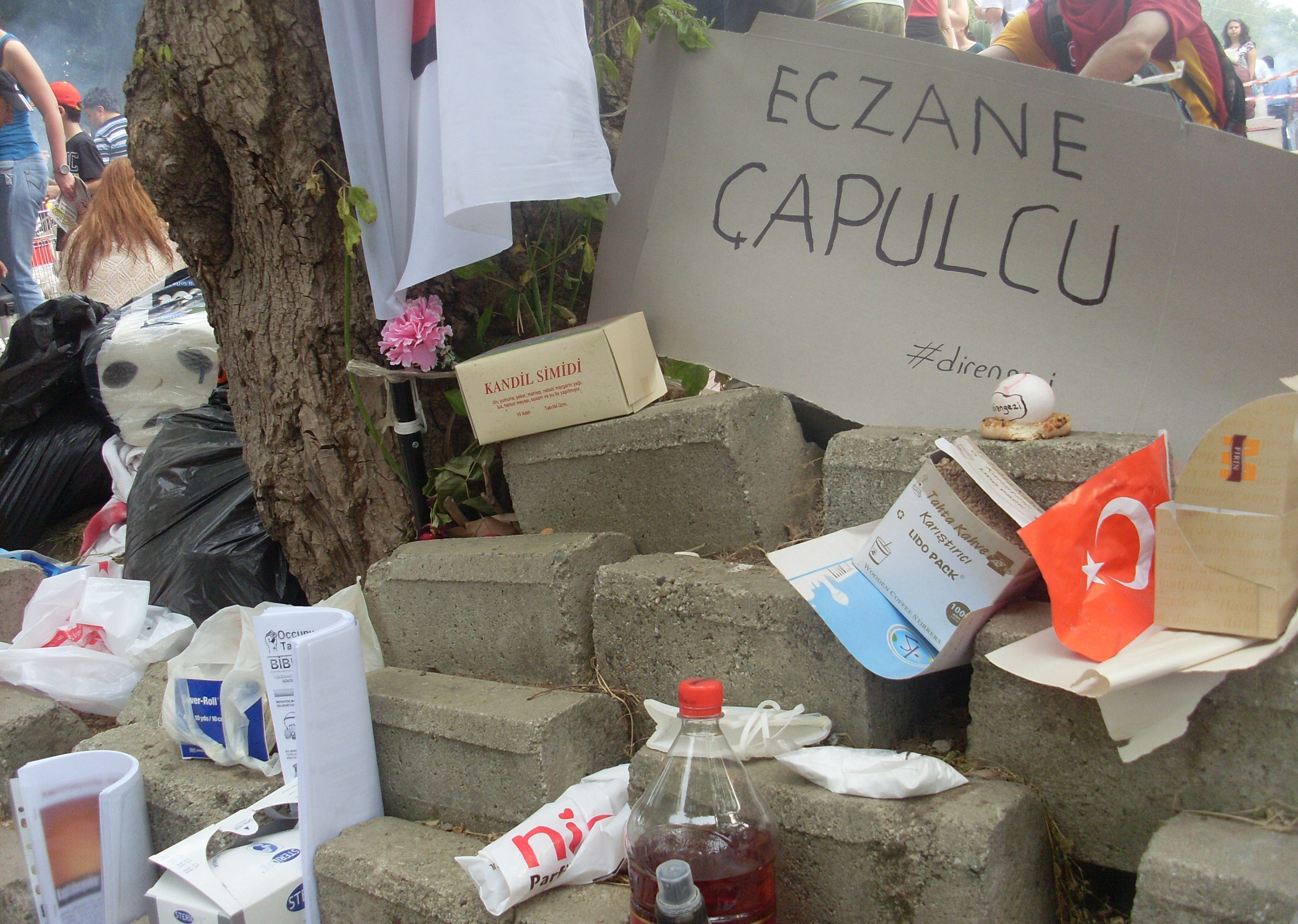
صورة مكتوب عليها: صيدلية تشابولجو في ميدان تقسيم، أُخِذت في 7 يونيو 2013.

الجابولجية (بالتركية: Çapulculuk)‏؛ مصطلح يعني حرفيًّا اللصوصية أو قطع الطرقات أو النهب أو السلب، وهو مستحدث لغوي من اللغة التركية، نُحِت خلال الاحتجاجات التي وقعت في ميدان تقسيم في مدينة إسطنبول سنة 2013. اشتُقت هذه اللفظة من كلمة جابولجو وحرفيًا حسب لفظها بالتركية: تشابولجو (بالتركية: Çapulcu)‏، وهي لفظ وصف به رئيس الوزراء التركي رجب طيب أردوغان المحتجين في الميدان. ولغويًا «تشابولجو» هو اسم فاعل من فعل تشابول (بالتركية: Çapul)‏ ويعني اللص أو قاطع الطريق أو النهَّاب أو السلَّاب.
كردّ فعل على حديث رئيس الوزراء، أطلق المحتجون، بسخرية، اسم تشابولجو على أنفسهم وربطوا هذه اللفظة بمعانٍ رمزية مثل المقاومة والمطالبة بالحقوق والعدالة وحق التظاهر..